# Bakeneko

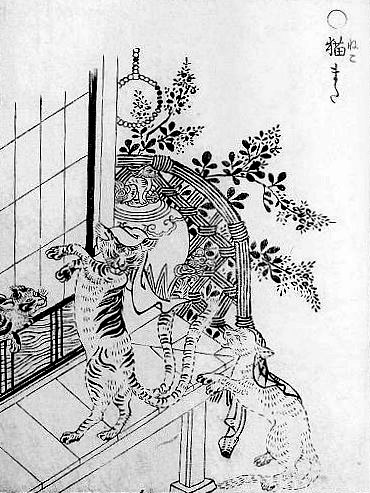
Nekomata chodzący na tylnych łapach, ilustracja Sekien Toriyamy

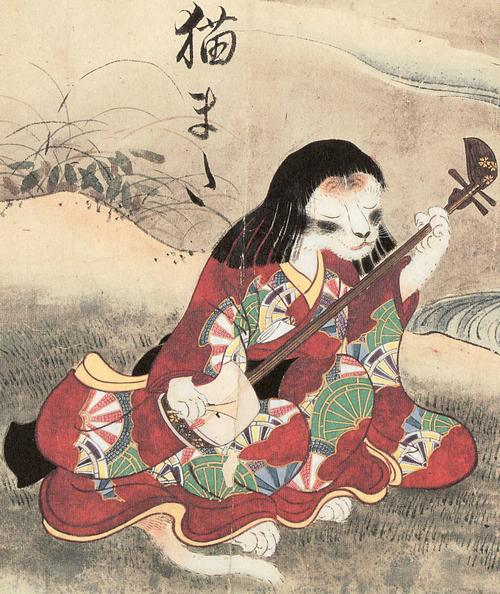
Nekomata z Hyakkai-Zukan

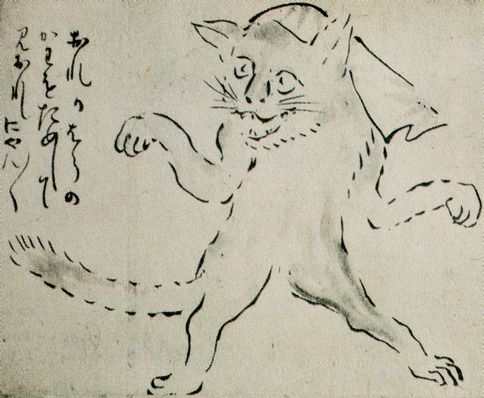
Nekomata z Buson Yōkai Emaki

Bakeneko (jap. 化け猫 bake-neko; dosł. kot-duch potrafiący zmieniać swoją postać) – obecny w folklorze japońskim kot o nadnaturalnych zdolnościach przypominających zdolności kitsune czy tanuki. 

## Ogólna charakterystyka
Kot może stać się bakeneko na wiele sposobów: może osiągnąć określony wiek, być hodowanym przez określoną liczbę lat, urosnąć do odpowiedniego rozmiaru lub mieć dozwolone noszenie długiego ogona. W ostatnim przypadku ogon rozdwaja się i bakeneko jest nazywany wówczas nekomatą (jap. 猫又, 猫叉 lub 猫股; rozdwojonym kotem). Przesąd ten może mieć pewien związek z hodowlą japońskiego bobtaila.
Bakeneko będzie nawiedzał dowolne obejście, w którym jest trzymany, tworząc duchowe ogniki, nawiedzając śpiących, chodząc na swych dwóch tylnych łapach, zmieniając swój kształt na ludzki, a nawet pożerając swoją panią, aby zmienić kształt i zająć jej miejsce. Gdy zostanie wreszcie zabity, może okazać się, że jego ciało ma nawet półtora metra długości. Stanowi również zagrożenie, jeżeli zostanie wpuszczony do pokoju, w którym leży dopiero co zmarły – mówi się, że kot może ożywić ciało przeskakując nad nim.
Na charakter przypisywany kotom japońskim duży wpływ miały wierzenia chińskie, w których zwierzę to wykorzystywane było w złowieszczych rytuałach. Przy pomocy starego kota wzywano kociego demona (neko oni), w tym celu co noc odprawiano rytuały na cześć zwierzęcia, aż demon nie wszedł w jego ciało. Następnie przekazywano mu imię osoby, którą miał zabić i wysyłało się go do mieszkania ofiary, gdzie ten rzucał się na nią i zabijał ją, wyżerając jej organy. Po dokonaniu morderstwa zabierał on wszystkie kosztowności, a następnie zanosił do domu ludzi, którzy go wysłali.

## Nekomata
Nekomata – według mitologii japońskiej jest to stworzenie powstałe z kota domowego. Po okresie dziesięciu lat życia jego ogon miałby ulegać powolnemu rozdwojeniu, a w czasie tego procesu wykształcić by się miały jego moce magiczne, głównie z zakresu nekromancji i szamanizmu.  Poprzez gestykulację jego ogonami lub przednimi łapami (chodzi wyprostowany), nekomata ma wskrzeszać i kontrolować zmarłych. Mówi się też, że nekomata na wolności żywi się trupami oraz padliną.
Choć zwykle nekomaty zachowują podobną powściągliwość co koty, to jednak znane są z tego, że zachowują urazy (szczególnie starsze, źle traktowane koty, które bywają potężniejsze od przeciętnych nekomatów). W celu dokonania aktów zemsty, nekomata często kontrolował zmarłych krewnych dręczyciela, nawiedzając ich, dopóki nie został udobruchany jedzeniem, przeprosinami i uwagą.
Niektóre japońskie legendy mówią, że nekomata jest w stanie zmienić swą postać i przybrać postać człowieka. Jednakże w przeciwieństwie do częściej spotykanego nekomusume, kobiety-nekomaty zwykły wyglądać starzej, mieć złe nawyki, czy nałogi i zawsze rozsiewały nastrój grozy oraz paniki wokół siebie, co mogło doprowadzić żyjących blisko nich ludzi do choroby czy spowodować zarazę.